# Ulisse (film 1954)
Ulisse è un film del 1954 diretto da Mario Camerini, tratto dall'Odissea di Omero.

## Trama
L'eroe greco Ulisse, marito di Penelope e re di Itaca, sfuggito miracolosamente a una tempesta che ha fatto affondare la sua zattera, approda sfinito sulla spiaggia dell'Isola dei Feaci, dove è soccorso da Nausicaa, figlia del re Alcinoo. Portato alla reggia e accolto amichevolmente dalla corte, l'eroe ha perso la memoria e non ricorda né il proprio nome né il proprio passato, ma si dimostra dotato di nobile oratoria e grande forza nei giochi sacri; per la sua potenza, Nausicaa lo ribattezza Stene (in greco: "forte") e lo sceglie quale sposo.
Nel regno di Itaca, nel frattempo, l'ormai prolungata assenza di Ulisse ha lasciato senza speranze i suoi familiari, i quali devono far fronte alle pretese al trono dei Proci, stabilitisi nella reggia, dove spadroneggiano con prepotenza e ambiscono alla mano dell'infelice Penelope. Telemaco, il giovane figlio di Ulisse, è impotente di fronte all'invadenza degli usurpatori, in particolare del tracotante e spavaldo Antinoo, re di Cefalonia, che tenta ripetutamente di sedurre Penelope, la quale però gli resiste ostinatamente.
Complice la musica del cantore di corte di Alcinoo e la dimestichezza con le armi, Ulisse vede riaffiorare i propri ricordi. Mentre si ritira in solitudine sulla spiaggia osservando il mare, l'eroe a poco a poco è in grado di rievocare tutte le sue passate avventure.
Partito da Troia dopo la vittoria dei Greci, lui e i suoi compagni si inimicano il Dio Nettuno quando gettano in mare la sua statua per evitare che la loro imbarcazione affondi in seguito ad una violenta tempesta. Placatesi le onde, i Greci giungono in un'isola apparentemente tranquilla, ma in realtà abitata dal mostruoso ciclope Polifemo, per di più figlio di Nettuno.

Il ciclope Polifemo (Umberto Silvestri)

Rinchiusi in una grotta dal ciclope (che subito uccide uno degli uomini dell'equipaggio), Ulisse mette in atto uno stratagemma: lui ed i suoi compagni prima preparano del vino col quale fanno ubriacare Polifemo e poi lo accecano infilzandogli un palo rovente nell'occhio. La fuga ha successo e l'eroe e i suoi uomini riescono a riprendere il mare, malgrado Polifemo tenti invano di colpire la loro imbarcazione, lanciandole contro dei grossi massi.
Proseguendo nel loro viaggio, l'eroe e i suoi compagni devono evitare i pericolosissimi scogli delle sirene, che ammaliano i naviganti col loro canto per poi divorarli: l'equipaggio si salva mettendosi della cera nelle orecchie per non cader vittima dell'incantesimo (solo Ulisse, fattosi legare all'albero della nave, ascolterà le Sirene). Il gruppo sbarca infine nell'isola della maga Circe, una dea che dapprima seduce l'eroe presentandosi a lui sotto le sembianze di Penelope e poi trasforma i compagni di Ulisse in porci. Per sei mesi Ulisse rimane nell'ozio, fin quando i suoi uomini, stanchi della sosta forzata, decidono di ripartire senza di lui, ma rimangono uccisi in una tempesta scatenata da Nettuno.
Dopo quest'episodio, Ulisse decide di costruire una zattera per poter ripartire. Circe, per costringerlo a restare con lei, gli promette l'immortalità e gli fa incontrare le ombre dei compagni e degli eroi greci caduti a Troia (Aiace, Achille ed Agamennone). Sulla scena irrompe però anche l'anziana madre di Ulisse, Anticlea, morta da poco, che rivela al figlio la fedeltà di Penelope e l'affetto di Telemaco e lo spinge a tornare a casa al più presto. Ulisse obbedisce e riparte, incappando nell'ennesima burrasca che lo fa naufragare nell'isola dei Feaci.
A questo punto, tornato alla realtà e con la memoria completamente riacquistata, Ulisse rivela la sua identità ad Alcinoo, che gli mette a disposizione una nave con cui l'eroe torna ad Itaca.
Ulisse si presenta alla propria reggia travestito da mendicante e ottiene subito un colloquio con Penelope, alla quale dichiara di essere un amico del marito, scoprendo così che la donna è ancora innamorata di lui e che gli è rimasta fedele. Rendendosi conto che Penelope non riuscirà ad opporsi ancora a lungo al matrimonio con uno dei Proci, Ulisse le suggerisce di proporre ai principi una prova di destrezza: colui che riuscirà a tendere l'arco appartenuto a Ulisse potrà ottenere la mano della regina. Sulla soglia della reggia, subito dopo, l'eroe viene riconosciuto prima dal suo vecchio cane Argo e poi dal figlio Telemaco, con il quale concorda di passare all'azione.

Antinoo (Anthony Quinn) e Penelope (Silvana Mangano)

La mattina dopo, in occasione dei Giochi del Dio Apollo, tutti i Proci sono riuniti nel salone della reggia. Dopo che Ulisse, sempre sotto le spoglie di un mendicante, è stato vilmente insultato e scacciato, Penelope dà inizio alla prova, dichiarando la sua intenzione di sposare colui che riuscirà a tendere l'arco di Ulisse. Nonostante qualche reticenza, tutti i Proci si cimentano nella prova: nessuno di loro riesce a superarla (il solo Antinoo giunge molto vicino a riuscire nell’intento). A quel punto, tra l'ilarità generale, quello che è creduto un vecchio mendicante chiede di partecipare a sua volta: Ulisse naturalmente riesce a tendere l'arma e a vincere la gara, lasciando tutti stupefatti. Prima che si riprendano dalla sorpresa rivolge quindi l'arco contro i Proci e le loro ancelle e, con l'aiuto di Telemaco, li uccide tutti, dando infine ordine di purificare la stanza col fuoco. Lavatosi del sangue, si ricongiunge a Penelope che lo riabbraccia in lacrime.

## Produzione
Il film venne girato per gli interni negli Studi Ponti-De Laurentiis di Roma. Le riprese esterne furono invece realizzate nei medesimi luoghi che secondo il mito videro il viaggio di Ulisse.
L'incontro di Ulisse con Nausicaa venne girato sulla spiaggia delle Viste a Porto Ercole, in provincia di Grosseto: nello sfondo si può riconoscere l'isolotto di Porto Ercole e in alto sulla collina si nota un errore del regista, che riprende la fortezza della Rocca, costruita nel XVI secolo.
La scena dell'approdo di Ulisse nella terra di Polifemo fu girata a Talamone in provincia di Grosseto; si riconosce lo scoglio detto del Leone e la parte inferiore della Punta del Faro.

## Distribuzione
Nelle sale italiane, Ulisse uscì il 6 ottobre 1954, in quelle francesi il 23 novembre del 1954 ed in quelle statunitensi il 17 agosto del 1955.

## Accoglienza
In Italia, il film fu il maggiore incasso della stagione cinematografica 1954-1955, con un introito economico di 1.800.000.000 di lire dell'epoca.
Ulisse detiene ad oggi l'ottavo posto nella classifica dei film italiani più visti di sempre con 13 170 322 spettatori paganti.